# 大伴古麻呂
大伴古麻呂（？—757年7月24日（天平寶字元年七月四日）），日本奈良時代貴族。
大伴古麻呂的父親為大納言大伴御行，一說為右大臣大伴長德。730年，大宰帥大伴旅人在任上病逝，遺言讓大伴古麻呂和大伴稻公共赴九州。732年，被選為遣唐留學生，翌年渡海入唐朝。歸國時受唐人陳延昌之託，將大乘佛典帶往日本。738年任兵部大丞，745年，敘從五位下。
750年，大伴古麻呂以遣唐副使身份，與吉備真備隨藤原清河赴唐。753年唐玄宗臨御，各國朝貢使臣出席，古麻呂與新羅使者發生爭坐席事件。回國時，試圖赴日本弘法的鑒真欲同行出海，被唐朝官方禁止。藤原清河拒絕讓鑒真一行登船，大伴古麻呂私自將鑒真一行藏匿在自己所乘的第二船。途中遭遇風暴，正使的第一船失散漂往南方，古麻呂的第二船經過阿兒奈波島（今沖繩島），成功回到九州，向朝廷覆命。因功，與同為副使的吉備真備一起敘正四位下，任左大弁。
757年，受到聖武上皇遺詔被立為皇太子的道祖王，遭到孝謙天皇的廢黜。孝謙天皇召集群臣商討新的皇太子人選，右大臣藤原豐成推薦鹽燒王，大伴古麻呂與文室珍努共同推薦池田王，受天皇寵倖的大納言藤原仲麻呂推薦大炊王（後來的淳仁天皇）。最後大炊王被立為太子。
藤原仲麻呂仗著孝謙天皇的信任十分專橫，對此大伴古麻呂十分不滿，與兵部卿橘奈良麻呂共同策劃將其除掉。計劃二人一起舉兵包圍田村第，將仲麻呂殺死後，廢黜孝謙天皇，在鹽燒王、道祖王、安宿王和黃文王中推舉一人為天皇。
757年，古麻呂被任命為鎮守將軍兼陸奧按察使，派往陸奧國。橘奈良麻呂自兵部卿改任左大弁，被奪去兵權。6月末至7月初，山背王與上道斐太都等人告發了這次謀反計劃，古麻呂與奈良麻呂、道祖王、黃文王等人一起被捕。7月4日，在監獄中受到杖擊拷打而死去。